# Curzio Origo
Curzio Origo (ur. 9 marca 1661 w Rzymie, zm. 18 marca 1737 tamże) – włoski kardynał.

## Życiorys
Urodził się 9 marca 1661 roku w Rzymie, jako syn Gasparego Origi Marii Laury Palombary. Studiował na La Sapienzy, gdzie uzyskał doktorat z prawa. Po studiach wstąpił do Kurii Rzymskiej i został m.in. referendarzem Najwyższego Trybunału Sygnatury Apostolskiej, relatorem Świętej Konsulty i kanonikiem kapituły katedralnej bazyliki watykańskiej. 18 maja 1712 roku został kreowany kardynałem in pectore. Jego nominacja na kardynała diakona została ogłoszona na konsystorzu 26 września tego samego roku i otrzymał diakonię Santa Maria in Domnica. 26 lutego 1713 roku przyjął święcenia diakonatu. W latach 1717–1721 był legatem w Bolonii, a od roku 1721 do śmierci – prefektem Kongregacji Soborowej. W 1724 roku powołano go w skład komisji kardynalskiej, mającej rozsądzić spór pomiędzy Państwem Kościelnym a Wiktorem Amadeuszem II. Trzy lata później podpisano porozumienie, które zawierało wiele ustępstw na rzecz Sabaudii w zakresie niezależności i kościelnej jurysdykcji, co wzbudziło głęboki sprzeciw w szeregach Kurii Rzymskiej. 20 marca 1726 roku został podniesiony na rangi kardynała prezbitera, a jego dotychczasowa diakonia Sant’Eustachio, została podniesiona do rangi kościoła tytularnego, na zasadzie pro hac vice. W 1734 roku został prefektem Kongregacji ds. Rezydencji Biskupów i pełnił ten urząd do śmierci, która nastąpiła 18 marca 1737 roku.